# Roberto Battaglia
Roberto Battaglia, född 23 juni 1909 i Milano, död 25 april 1965 i Milano, var en italiensk fäktare.
Battaglia blev olympisk guldmedaljör i värja vid sommarspelen 1952 i Helsingfors.